# Rehna
Rehna est une ville allemande de l'arrondissement du Mecklembourg-du-Nord-Ouest dans l'État de Mecklembourg-Poméranie-Occidentale.

## Géographie
Rehna est traversée par la rivière Radegast et est située à environ 25 km de la côte de la mer Baltique et des villes de Schwerin et Lübeck.

## Quartiers
- Brützkow
- Falkenhagen
- Löwitz
- Othenstorf

## Personnalités liées à la ville
- Dorothée de Brandebourg (1420-1491), duchesse morte à l'abbaye de Rehna.
- Siegfried Stark (1955-), athlète né à Rehna.